# 過渡軍事委員會 (查德)
過渡軍事委員會（法語：Conseil militaire de transition）又譯軍事過渡委員會，是前查德總統伊德里斯·德比·伊特諾於2021年4月20日逝世後統治乍得的過渡性軍政府，唯一一任主席為其子穆罕默德·代比。

## 歷史
2021年4月20日，查德軍方發言人阿澤姆·貝曼多阿·阿古納（Azem Bermandoa Agouna）發表聲明，表示甫連任查德總統的伊德里斯·德比·伊特諾在查德北部與查德變革與協和陣線反政府武裝作戰時傷重不治，並宣布將成立過渡軍事委員會，接掌查德政權。同日，伊德里斯之子穆罕默德·代比任命包含他本人在內的15名將軍為委員會成員，並自任主席職務。
在過渡軍事委員會成立的同時，查德政府和國民議會皆被解散。馬哈馬特表示，在歷經18個月的過渡時期後，將舉行「自由及民主」的選舉。
4月21日，過渡軍事委員會暫時中止《查德憲法》實施，並頒布過渡憲章，成立過渡政府，賦予馬哈馬特行使國家元首、政府首腦、軍隊統帥職務的權力。
4月26日，過渡軍事委員會任命前乍得总理阿爾貝·帕希米·帕達克為過渡政府總理。5月2日，經過渡軍事委員會同意任命過渡政府成員，帕達克內閣正式成立。

## 成員
過渡軍事委員會共有以下成員：
- 主席：穆罕默德·代比中將；
- 副主席：吉馬杜姆·提蘭納（Djimadoum Tiraina）少将；
- 其他成員：塔赫爾·埃爾達·泰羅（法语：Taher Erda）中將、畢沙拉·伊薩·賈達拉（法语：Bichara Issa Djadallah）中將、歐奇·馬哈馬特·亞亞·達加奇（法语：Oki Mahamat Yaya Dagache）中將馬哈馬特·伊斯梅爾·柴柏（Mahamat Ismaïl Chaibo）中將、蘇萊曼·阿巴卡·阿杜姆（Souleyman Abakar Adoum）少將、阿澤姆·貝曼多阿·阿古納（Azem Bermandoa Agouna）准將（兼發言人）、阿明·艾哈邁德·伊德里斯（Amine Ahmat Idriss）准將、加馬內·莫赫塔（Gamane Mokhtar）將軍、薩利赫·本·哈利基（Saleh Ben Haliki）少將、阿巴卡·阿卜杜勒·克林·達烏德（法语：Abakar Abdelkerim Daoud）中將、艾哈邁特·優素福·馬哈馬特·伊特諾（Ahmat Youssouf Mahamat Itno）中將、馬哈馬特·努爾·阿卜杜勒克林姆（法语：Mahamat Nour Abdelkerim）中將、蓋伊·漢奇（Gueile Hemchi）准將。